# Biol
Biol és un municipi francès situat al departament de la Isèra i a la regió d'Alvèrnia-Roine-Alps. L'any 2007 tenia 1.311 habitants.

## Demografia

### Població
El 2007 la població de fet de Biol era de 1.311 persones. Hi havia 495 famílies de les quals 109 eren unipersonals (62 homes vivint sols i 47 dones vivint soles), 172 parelles sense fills, 191 parelles amb fills i 23 famílies monoparentals amb fills.
La població ha evolucionat segons el següent gràfic:
Habitants censats

### Habitatges
El 2007 hi havia 557 habitatges, 503 eren l'habitatge principal de la família, 27 eren segones residències i 27 estaven desocupats. 506 eren cases i 51 eren apartaments. Dels 503 habitatges principals, 385 estaven ocupats pels seus propietaris, 106 estaven llogats i ocupats pels llogaters i 12 estaven cedits a títol gratuït; 1 tenia una cambra, 14 en tenien dues, 38 en tenien tres, 128 en tenien quatre i 323 en tenien cinc o més. 441 habitatges disposaven pel capbaix d'una plaça de pàrquing. A 171 habitatges hi havia un automòbil i a 302 n'hi havia dos o més.

### Piràmide de població
La piràmide de població per edats i sexe el 2009 era:
| Homes | Edats   | Dones |
| ----- | ------- | ----- |
| 0     | 95 o +  | 0     |
| 0     | 90 a 94 | 4     |
| 4     | 85 a 89 | 8     |
| 0     | 80 a 84 | 4     |
| 32    | 75 a 79 | 32    |
| 16    | 70 a 74 | 16    |
| 12    | 65 a 69 | 32    |
| 24    | 60 a 64 | 20    |
| 40    | 55 a 59 | 36    |
| 48    | 50 a 54 | 44    |
| 36    | 45 a 49 | 48    |
| 44    | 40 a 44 | 40    |
| 56    | 35 a 39 | 52    |
| 36    | 30 a 34 | 52    |
| 56    | 25 a 29 | 40    |
| 24    | 20 a 24 | 24    |
| 40    | 15 a 19 | 44    |
| 60    | 10 a 14 | 44    |
| 64    | 5 a 9   | 40    |
| 32    | 0 a 4   | 28    |

## Economia
El 2007 la població en edat de treballar era de 869 persones, 663 eren actives i 206 eren inactives. De les 663 persones actives 609 estaven ocupades (337 homes i 272 dones) i 54 estaven aturades (17 homes i 37 dones). De les 206 persones inactives 77 estaven jubilades, 67 estaven estudiant i 62 estaven classificades com a «altres inactius».

### Ingressos
El 2009 a Biol hi havia 515 unitats fiscals que integraven 1.344,5 persones, la mediana anual d'ingressos fiscals per persona era de 17.917 €.

### Activitats econòmiques
Dels 72 establiments que hi havia el 2007, 1 era d'una empresa extractiva, 3 d'empreses alimentàries, 8 d'empreses de fabricació d'altres productes industrials, 9 d'empreses de construcció, 10 d'empreses de comerç i reparació d'automòbils, 2 d'empreses de transport, 4 d'empreses d'hostatgeria i restauració, 2 d'empreses financeres, 3 d'empreses immobiliàries, 5 d'empreses de serveis, 20 d'entitats de l'administració pública i 5 d'empreses classificades com a «altres activitats de serveis».
Dels 18 establiments de servei als particulars que hi havia el 2009, 1 era una oficina de correu, 2 tallers de reparació d'automòbils i de material agrícola, 3 guixaires pintors, 1 fusteria, 1 lampisteria, 4 electricistes, 4 perruqueries i 2 restaurants.
Dels 6 establiments comercials que hi havia el 2009, 1 era una botiga de menys de 120 m², 2 fleques, 1 una carnisseria, 1 un drogueria i 1 una floristeria.
L'any 2000 a Biol hi havia 35 explotacions agrícoles que ocupaven un total de 611 hectàrees.

## Equipaments sanitaris i escolars
L'únic equipament sanitari que hi havia el 2009 era una farmàcia.
El 2009 hi havia 3 escoles elementals.

## Poblacions més properes
El següent diagrama mostra les poblacions més properes.